# Oliver Ferenc
Oliver Ferenc (* 5. November 1969 in Apatin) ist ein serbischer Dartspieler.

## Karriere
Oliver Ferenc konnte sich 2011 über den südeuropäischen Qualifier für die PDC World Darts Championship 2012 qualifizieren. Er war damit der erste und bisher einzige Serbe, der an einer PDC-Weltmeisterschaft teilnahm. Bei seinem Debüt unterlag er in der Vorrunde gegen Joe Cullen mit 2:4. Ferenc erreichte dreimal ein Achtelfinale beim WDF Europe Cup. 2018 versuchte er erfolglos sich für Turniere der European Darts Tour zu qualifizieren. Er nahm als osteuropäischer Qualifikant an der BDO World Darts Championship 2019 teil, wo er in der Vorrunde den Schotten Ryan Hogarth mit 3:1 besiegte, ehe er in der 1. Runde gegen Scott Mitchell ausschied.
In den Folgejahren nahm Ferenc vermehrt an den Turnieren der World Darts Federation (WDF) teil. So spielte er sich ins Finale der Apatin Open 2021, welches er gegen Lászlo Kádár mit 5:6 verlor. Im Folgejahr erreichte er bei den Serbia Open das Viertelfinale.
Ende September 2024 ging Ferenc für Serbien beim WDF Europe Cup 2024 an den Start. Im Einzel erreichte er dabei das Viertelfinale, das denkbar knapp mit 4:5 gegen den späteren Sieger Dennie Olde Kalter verloren ging. Auch im Doppel zog Ferenc an der Seite von Mladen Radosavljević ins Viertelfinale ein. Mit 3:4 unterlagen die beiden den Engländern Scott Mitchell und Cam Crabtree mit 3:4. Das serbische Team errang im entsprechenden Wettbewerb zwei Siege, was jedoch nicht fürs Weiterkommen ausreichte.

## Weltmeisterschaftsresultate

### PDC
- 2012: Vorrunde (2:4-Niederlage gegen  Joe Cullen)

### BDO
- 2019: 1. Runde (0:3-Niederlage gegen  Scott Mitchell)